# Magazin (együttes)
A Magazin (1979 és 1982 között Dalmatinski magazin néven) egy horvát popegyüttes, amely 1979-ben alakult Splitben. Ők képviselték Horvátországot az 1995-ös Eurovíziós Dalfesztiválon Dublinban, ahol Lidija Horvat Dunjkóval közösen a Nostalgija című dalt adták elő és végeztek a hatodik helyen.

## Történet
2025-ben bejutottak az Eurovíziós Dalfesztivál horvát válogatóműsorába, a Dorába az AaAaA című dalukkal, ahol a döntőben a harmadik helyen végzetek, így nem ők képviselhették az országot a nemzetközi versenyen Bázelben.

## Tagok

### Jelenlegi tagok
- Željko Baričić – gitár (1979–)
- Nenad Vesanović Keko – basszusgitár (1979–)
- Lorena Bućan – ének (2024–)

### Korábbi tagok
- Igor Biočić – basszusgitár (1979)
- Zoran Marinković – dob (1979–1984)
- Miro Crnko – billentyűs hangszerek (1979–1992)
- Tonči Huljić – billentyűs hangszerek (1979–2006)
- Ante Miletić – dob (1984–2013)
- Ivan Huljić – billentyűs hangszerek (2006–2014)

### Korábbi énekesek
- Majda Šoletić (1979–1982)
- Marija Kuzmić (1982–1983)
- Ljiljana Nikolovska (1983–1990)
- Danijela Martinović (1992–1996)
- Jelena Rozga (1996–2006)
- Ivana Kovač (2006–2010)
- Andrea Šušnjara (2010–2024)

## Albumaik

### Nagylemezek
- Moć navike (1982)
- Slatko stanje (1982)
- Kokolo (1983)
- O, la, la (1984)
- Piši mi (1985)
- Put putujem (1986)
- Magazin (1987)
- Besane noći (1988)
- Dobro jutro (1989)
- Da mi te zaljubit u mene (1991)
- Došlo vrijeme (1993)
- Simpatija (1994)
- Nebo boje moje ljubavi (1996)
- Da si ti ja (1998)
- Minus i plus (2000)
- S druge strane mjeseca (2002)
- Paaa..? (2004)
- Dama i car (2007)
- Bossa n' Magazin (2008)
- Mislim Pozitivno! (2014)

### Kislemezek
- Kokolo (Split '83) / Pismo (1983)
- Put putujem / Dva zrna grožđa (1987)
- Sve bi me curice ljubile / Ti si želja mog života (1987)